# 尤拉克亞科山 (艾哈區)
9°51′37″S 77°30′28″W / 9.86028°S 77.50778°W
尤拉克亞科山（Yuraq Yaku），是秘魯的山峰，位於該國北部安卡什大區，由艾哈省的艾哈區負責管轄，屬於內格拉山脈的一部分，海拔高度4,400米。